# 김지남 묘 및 비갈
김지남 묘 및 비갈(金指南 墓 및 碑碣)은 경기도 고양시 덕양구 오금동에 있는, 조선조 후기의 외교관 역관인 김지남의 묘소이다. 그의 비석에는 백두산 정계비를 세우는데 공을 세운 내용이 포함되어 있다. 2009년 8월 31일 고양시의 향토문화재 제51호로 지정되었다.

## 개요
김지남은 조선 후기의 역관(譯官)으로 1654년(효종 5)에 태어나 1718년(숙종44)에 돌아갔다. 본관은 우봉(牛峰), 자는 계명(季明)이며 호는 광천(廣川)이다. 만 18세인 1672년) 역과에 급제한 후 일본과 청나라를 오가며 외교관으로 크게 활약했다. 특히 중국 청나라로부터 염초제조법을 알아내어 신전자초방(新傳煮硝方)을 지었고 1712년(숙종 38)에는 청나라와 국경을 확정하여 간도 및 토문강 동쪽이 조선의 영토로 하는데 결정적으로 기여하고 백두산 정계비(定界碑)를 세우게 하였다.  이외에도 김지남을 아들 경문과 함께 중국, 일본과의 외교사를 정리한 통문관지(通文館志)를 편찬하여 외교사(史)에 큰 업적을 남겼다. 김지남을 역관으로서의 큰 공적을 인정받아 벼슬이 지중추부사(知中樞府事)에 올랐다.
김지남의 묘소에 세워진 비갈은 사면에 글이 새겨진 금석문으로 비문 뒷면에 백두산 정계비를 세우게 된 과정과 의미 등을 기록하고 있다. 이러한 내용은 실록과 같은 문헌기록을 제외한 비문기록으로는 보기 드물어 그 문화재적 가치가 높아 고양시 향토문화재로 지정하게 되었다.
이곳 우봉 김씨 묘역에는 수 십 기의 묘소가 자리해 있는데 대체적으로 묘역의 상단에 선대조를 모시고 아래로는 후대의 묘소를 조성하였다.
상단 중앙에 위치한 김지남의 묘는 비교적 간단한 구조로 조성하였다. 우선 묘소의 중앙에는 반달 모양의 비두(碑頭)를 한 비갈(碑碣)이 1기 세워져 있는데 비문으로 보아 김지남과 증 정부인 설성박씨가 쌍분으로 모셔져 있음을 알 수 있다. 비갈은 비신(碑身)과 비좌(碑座)로 이루어져 있는데 비좌는 화강석 재질에 운문무늬와 꽃 무늬가 새겨져 화려함이 돋보인다. 비문 앞에는 혼유석과 상석이 위치하며 상석 전면에 향로석이 배치되어 있다.